# 钱宁 (水利专家)
钱宁（1922年12月4日—1986年12月6日），男，浙江杭州人，中国泥沙运动及河床演变专家。曾任清华大学水利系教授。长期从事泥沙问题及其治理的研究。

## 生平
1943年毕业于重庆中央大学工学院土木系。1948年获美国衣阿华大学硕士学位，1951年获加利福尼亚大学博士学位。
1980当选为中国科学院学部委员（院士）。